# Langdales
Langdales var en civil parish 1866–1974 när det uppgick i Lakes,  i grevskapet Cumbria i England. Civil parish var belägen 8 km från Coniston och hade 648 invånare år 1961. Den inbegrep Chapel Stile, Elterwater och Little Langdale.